# Útszéli tinóru
Az útszéli tinóru (Hortiboletus engelii) a tinórufélék családjába tartozó, Európában honos, lombos erdőkben élő, ehető gombafaj.

## Megjelenése
Az útszéli tinóru kalapja 3-8 cm széles, eleinte félgömb alakú, majd domborúan, széles domborúan, végül majdnem laposan kiterül. Felszíne fiatalon bársonyos, ráncos, idősen lecsupaszodik. Színe kezdetben sötétbarna, később kifakul és vöröses, idősen rózsaszínes árnyalatú lesz, főleg a széle felé. Kalapbőre csak aszály idején repedezik fel, de akkor sem jelentősen.
Húsa puha, sárgás, a kalapbőr alatt vékony vöröses réteggel. Sérülésre enyhén sárgáskékre színeződik. A tönk aljában húsa répasárgán pontozott. Íze és szaga nem jellegzetes.
Termőrétege csöves, a pórusok szögletesek, szabálytalanok. Vastagsága 0,4-1 cm. Színe fiatalon sárga, később olívzöldesre, idősen narancsbarnára változik. Sérülésre lassan kékül.
Tönkje 3-8 cm magas és 0,4-0,8 cm vastag. Alakja nagyjából hengeres. Színe felül sárga, középtájt apró vöröses pontokkal borított és hosszában bordázott (hálózatos mintázat nincs), a töve sárgás vagy fehéres. 
Spórapora vörösbarna. Spórája elliptikus vagy orsó alakú, sima, mérete 10,5-15 x 4,5-6,5 µm.

### Hasonló fajok
A molyhos tinóruval, a rozsdabarna tinóruval, a morva tinóruval, a vöröses, rózsaszínes példányok a piros tinóruval téveszthetők össze. 

## Elterjedése és termőhelye
Európában honos. 
Lombos erdőkben él, inkább tölgy, esetleg bükk alatt. Tavasztól kora őszig terem. 

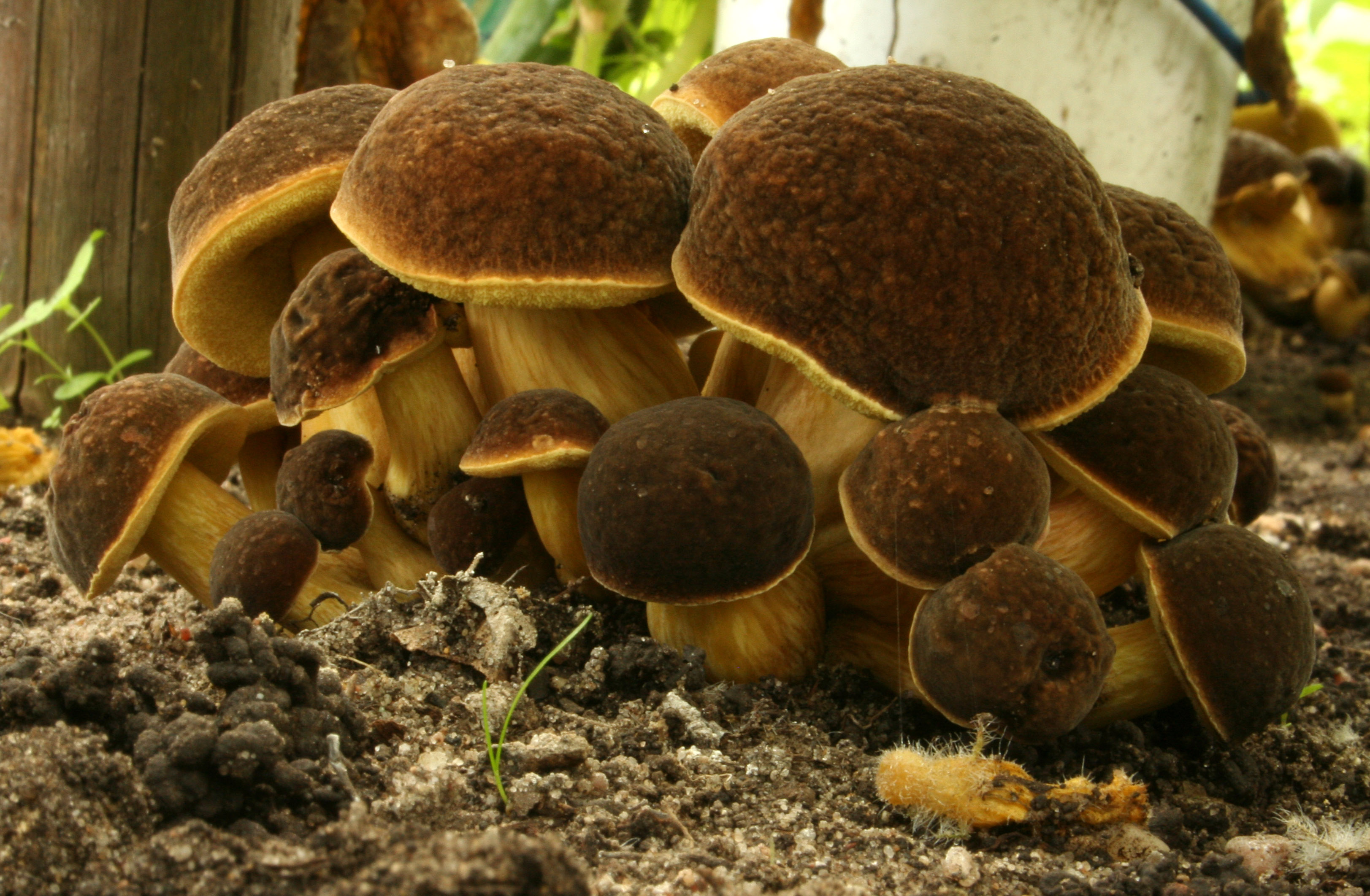
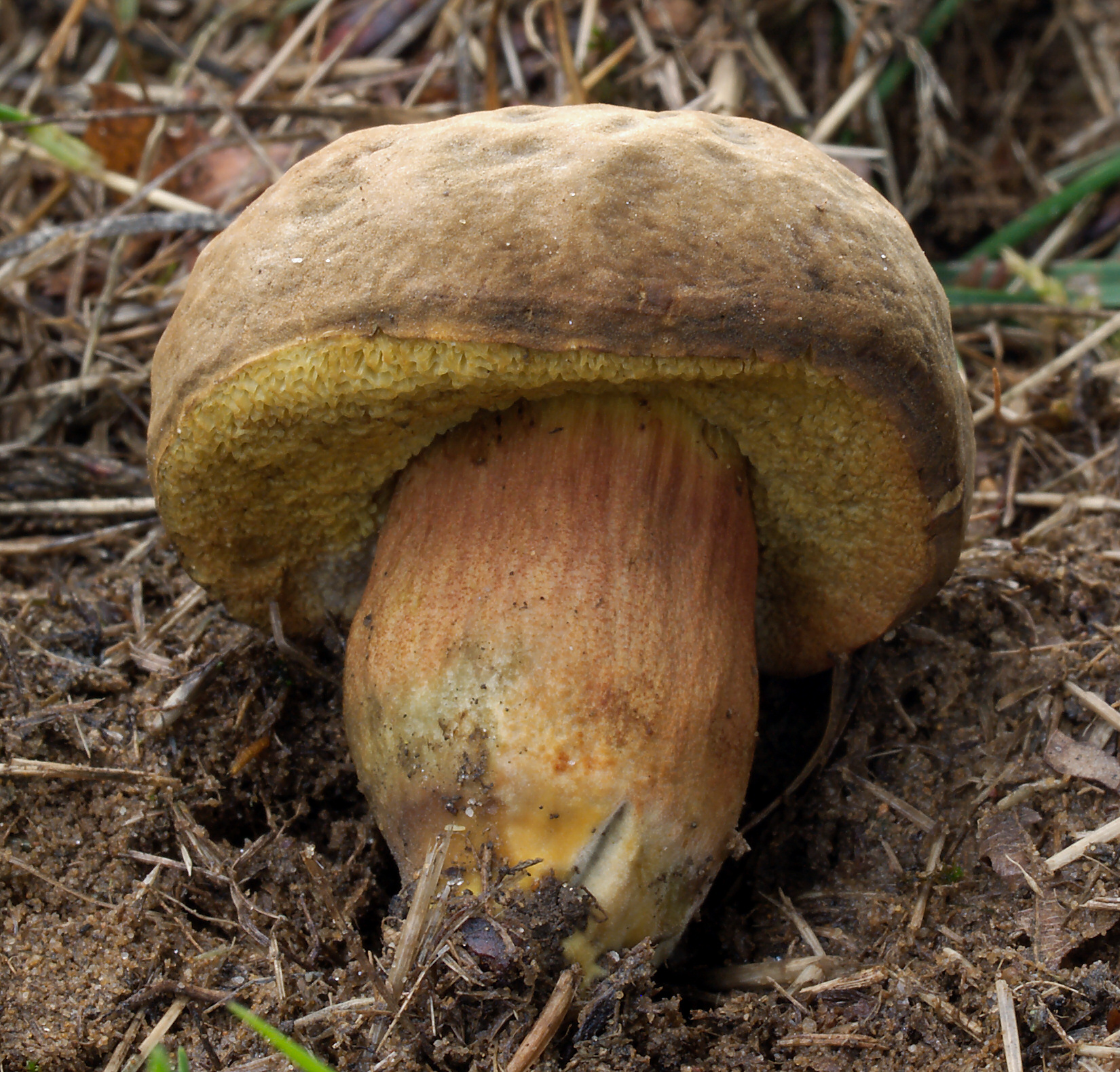
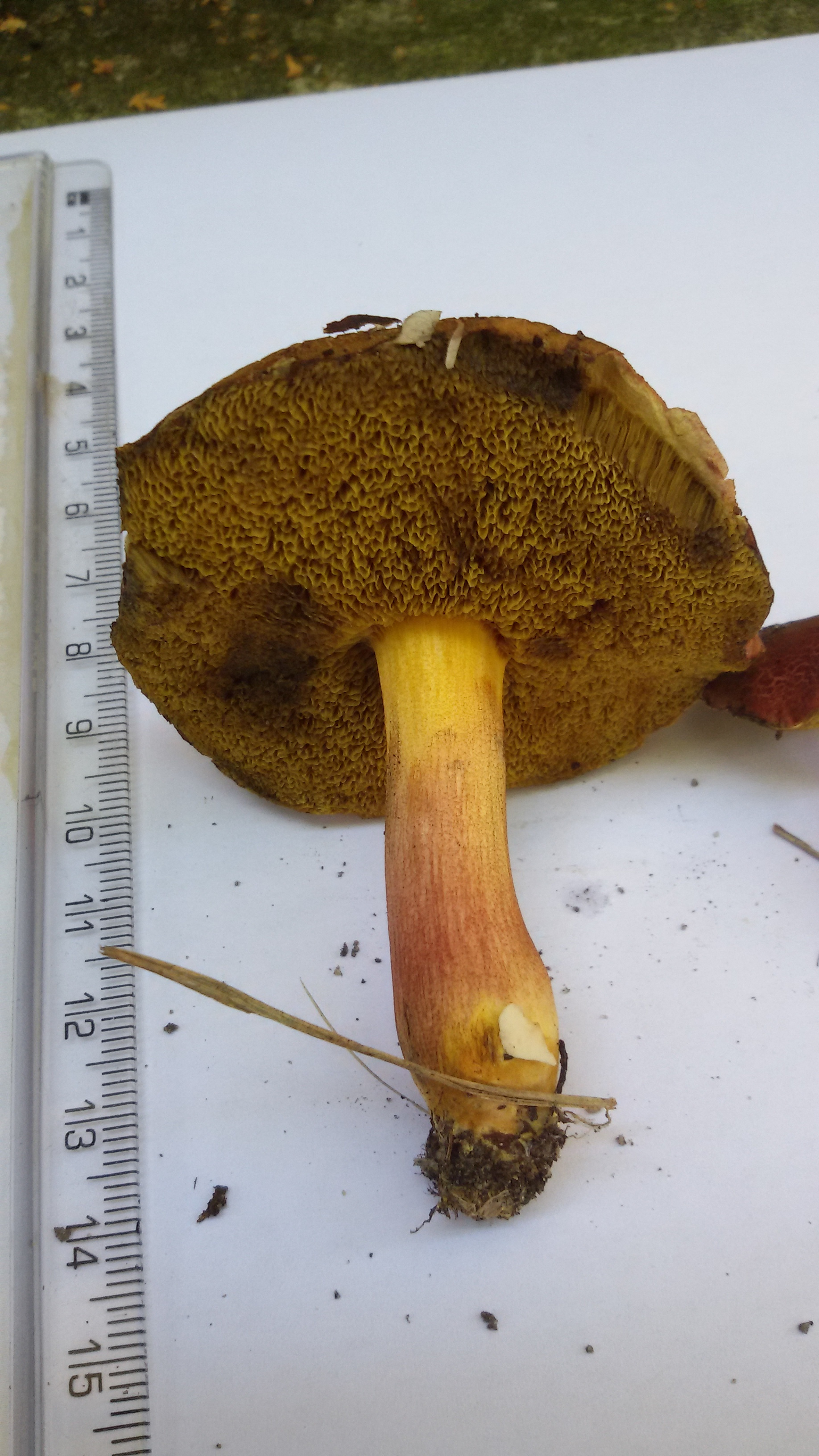
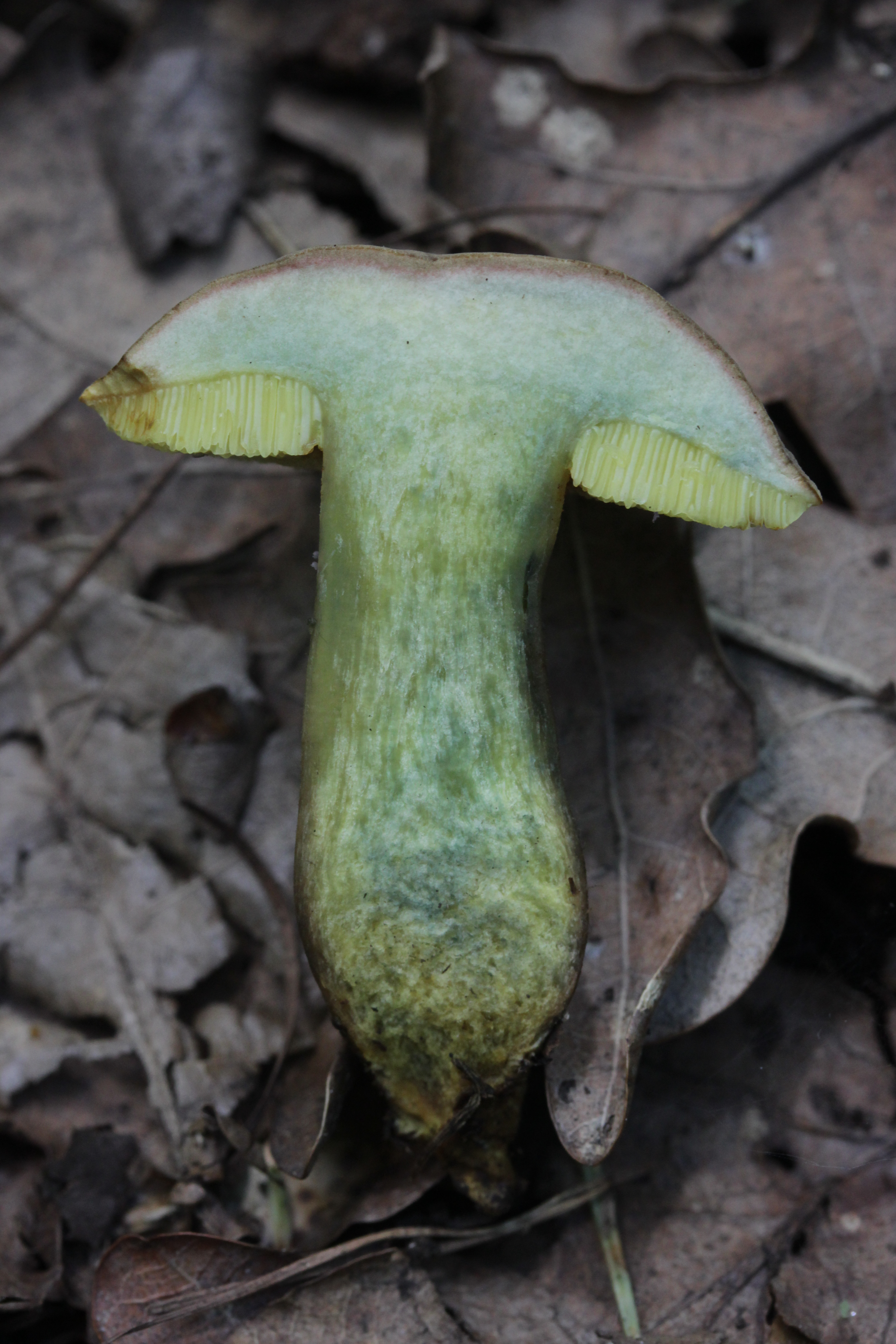
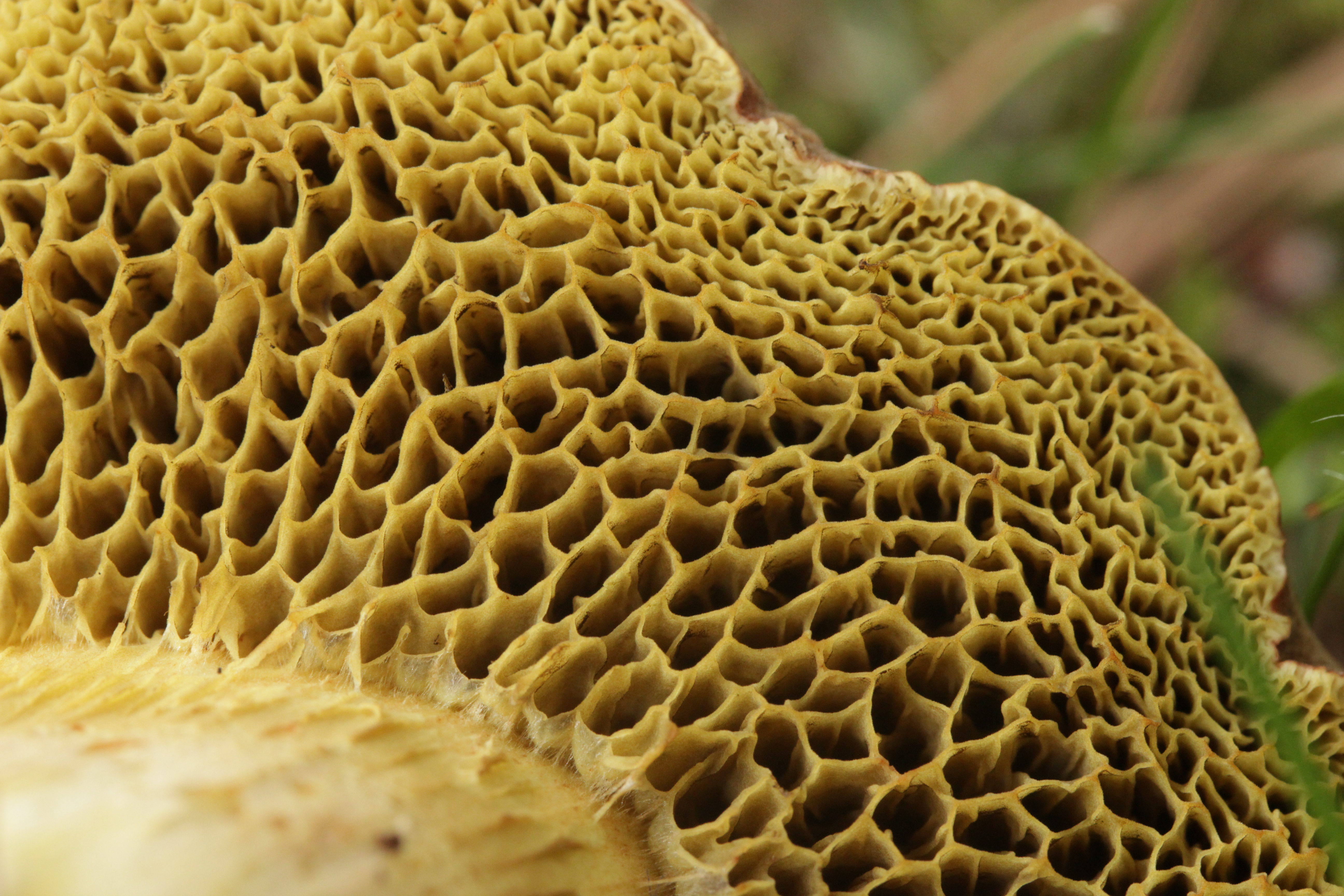

Ehető.    